# Paracuellos de Jiloca (kommunhuvudort)
Paracuellos de Jiloca är en kommunhuvudort i Spanien.   Den ligger i provinsen Provincia de Zaragoza och regionen Aragonien, i den nordöstra delen av landet, 200 km nordost om huvudstaden Madrid. Paracuellos de Jiloca ligger 568 meter över havet och antalet invånare är 514.
Terrängen runt Paracuellos de Jiloca är kuperad åt nordost, men åt sydväst är den platt. Paracuellos de Jiloca ligger nere i en dal. Runt Paracuellos de Jiloca är det glesbefolkat, med 11 invånare per kvadratkilometer. Närmaste större samhälle är Calatayud, 4,4 km norr om Paracuellos de Jiloca. Omgivningarna runt Paracuellos de Jiloca är i huvudsak ett öppet busklandskap.